# Bangladeschische Badmintonmeisterschaft 1988
Die Bangladeschische Badmintonmeisterschaft 1988 war die 13. Austragung der nationalen Titelkämpfe im Badminton in Bangladesch.

## Sieger und Finalisten
| Disziplin    | Gold                                              | Silber                            |
| ------------ | ------------------------------------------------- | --------------------------------- |
| Herreneinzel | Jobaedur Rahman Rana (Biman)                      | Shek Abul Hashem (BRTC)           |
| Dameneinzel  | Ferdousy Khanum (Dhaka)                           | Mita (Biman)                      |
| Herrendoppel | Mahmudur Rahman Mahi Jobaedur Rahman Rana (Biman) | Shek Abul Hashem Liton (BRTC)     |
| Damendoppel  | Ferdousy Khanum Laila (Dhaka)                     | Nazia Akhter Juthi Popy (BRTC)    |
| Mixed        | Shek Abul Hashem Nazia Akhter Juthi (BRTC)        | Jobaedur Rahman Rana Mita (Biman) |